# Roger Saubot
Roger Saubot (* 1931; † 25. Juni 1999) war ein französischer Architekt.
Im Jahre 1964 gründete er das Architekturbüro SAUBOT-JULIEN zusammen mit François Julien. Seine Tätigkeit konzentrierte sich auf Hochhäuser, vor allem im Pariser Hochhausviertel La Défense. Dort war er an zahlreichen Hochhausprojekten beteiligt.
Er war Vater von sechs Kindern.

## Werke (Auswahl)
- 1973 – Tour Montparnasse
- 1974 – Tour Areva, La Défense
- 1985 – Tour Total Coupole, La Défense
- 1985 – Tour Michelet, La Défense
- 1989 – Opéra Bastille, zusammen mit Carlos Ott
- 1992 – Tour TF1, Boulogne-Billancourt
- 1998 – Tour Cèdre (Tour Cégetel), La Défense
- 1998–2001 – Tour EDF, La Défense